# Tempel van Aesculapius
De Tempel van Aesculapius (Latijn:Aedis Aesculapii), ook wel Tempel van Asclepius, was een tempel gewijd aan de god Aesculapius in het oude Rome.

## Geschiedenis
Volgens de overlevering heerste rond 293 v.Chr. de pest in Rome. De senaat liet de Sibyllijnse boeken raadplegen en kreeg daaruit het advies om een tempel voor Asclepius, de Griekse god van de geneeskunde, te bouwen. Een gezantschap werd er met een schip op uitgestuurd om een beeld van de god te bemachtigen. Toen het gezantschap terugkeerde uit het Griekse Epidauros en de Tiber opvoer, zag men een slang (het symbool van Asclepius) uit het schip ontsnappen en naar het Tibereiland zwemmen. Dit werd gezien als een keuze van Asclepius zelf voor de locatie van de tempel, en deze werd daar dan ook gebouwd.
In werkelijkheid werd het eiland waarschijnlijk gekozen om zijn geïsoleerde ligging, waardoor de pest en andere ziektes de tempel niet konden bereiken.

## De tempel
De tempel stond op het Tibereiland, maar verder is er maar weinig over het gebouw bekend. Aangenomen wordt dat de Sint-Bartolomeuskerk op de restanten van de tempel is gebouwd. Van het uiterlijk is niets bekend. Suetonius meldt nog dat in de tijd van Augustus een standbeeld voor Antonius Musa naast het beeld van Aesculapius werd opgericht.
Musa was de lijfarts van Augustus en genas hem in 23 v.Chr. van een ernstige ziekte. Diverse restanten van de tempel, waaronder enkele inscripties, zijn op en rond het eiland teruggevonden. In de jaren 1990 werden onder de Sint-Bartolomeuskerk restanten aangetroffen van een grote tempel uit de oudheid, vermoedelijk is dit de Tempel van Aesculapius.
In 2009 is een museum geopend in de kelder van de kerk. Hier zijn de blootgelegde fundamenten van de tempel te bezichtigen. Op een antieke muur achter de tempel is nog een klein reliëf van een esculaap zichtbaar.